# Bernard Wégria
Pour les articles homonymes, voir Wégria.

Bernard Wégria, né le 7 mars 1963, est un joueur de football. Il est le fils de Victor Wégria, ancien joueur et buteur du RFC Liège. Bernard Wégria a disputé 491 matchs pour le compte du RFC Liège, c'est le record pour le club liégeois. Il a aussi entraîné le RFC Liège entre 1998 et 2000.

## Palmarès
- Vainqueur de la Coupe de la Ligue Pro en 1986 avec le RFC Liège.
- Finaliste de la Coupe de Belgique en 1987 avec le RFC Liège.
- Vainqueur de la Coupe de Belgique en 1990 avec le RFC Liège.
- Finaliste de la Supercoupe de Belgique en 1990 avec le RFC Liège.